# Monte Cecilia
Il monte Cecilia (199 m), situato nel comune di Baone (Padova), è una piccola elevazione posta nella sezione sud dei Colli Euganei.
Adiacente ad esso è il paese di Baone, da dove partono diversi sentieri e strade che consentono la visita e il periplo del monte Cecilia e delle rovine del castello posto sulla sua sommità.
La scaglia rossa fu sollevata dalla roccia magmatica effusiva: la Latite che qui si trova insieme agli affioramenti riscontrati in Toscana, nel Lazio e nelle Isole Eolie. Presso il monte Cecilia vi sono numerosi esempi di esfoliazione cipollare, studiato nei secoli anche dall'ambasciatore inglese presso la Repubblica di Venezia ossia John Strange (1732-1799), il quale scrisse un lavoro fondamentale per vulcanologia veneta: "De Monti Colonnari e d’altri fenomeni vulcanici dello Stato Veneto (1778)". L’opera è corredata da splendide incisioni.

## Galleria d'immagini

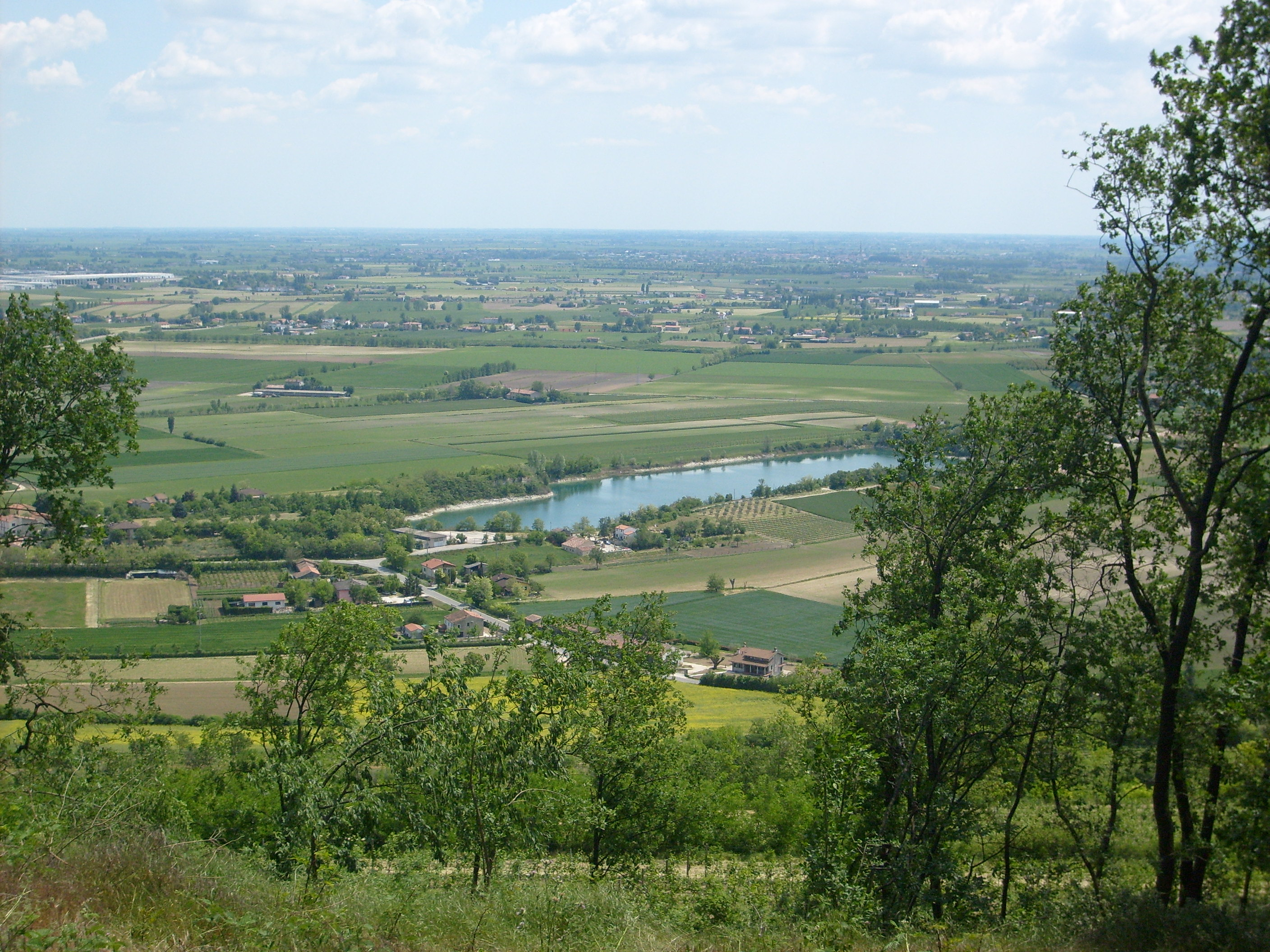
Panorama dal monte Cecilia
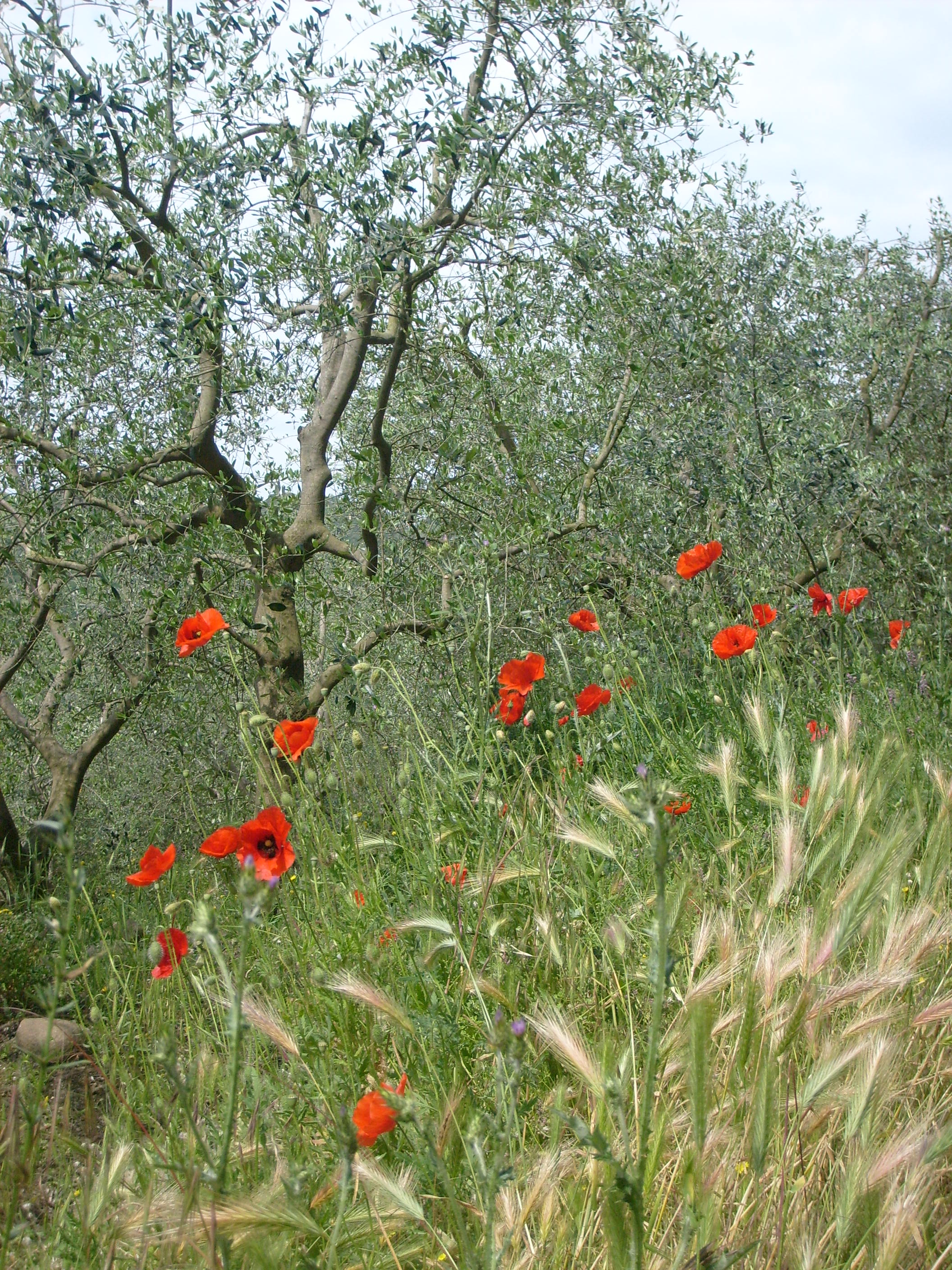
Papaveri e ulivi sul monte Cecilia
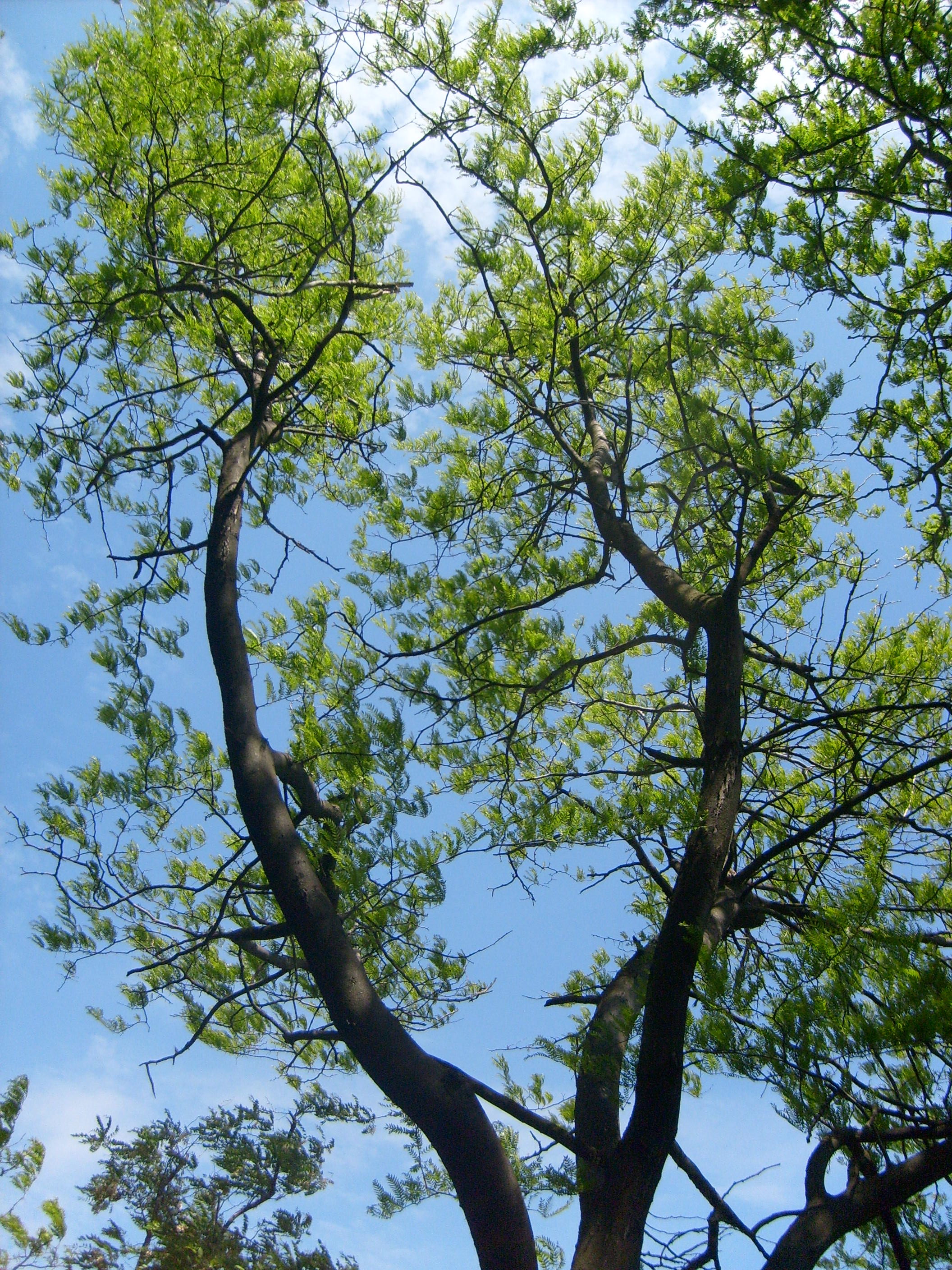
Albero sul monte Cecilia